# Le Messager historique
Le Messager historique (Историческій Вѣстникъ, Исторический вестник, Istorichesky Vestnik) est une revue littéraire et historique mensuelle en langue russe publiée à Saint-Pétersbourg de 1880 à 1917.

## Histoire
Fondé par le journaliste Sergueï Choubinski et Alexeï Souvorine, Le Messager historique entend présenter de façon accessible l'actualité de la recherche historienne en Russie et en Europe. La publication fait partie du « trio » des revues russes d'histoire à cette époque, avec Roussky Arkhiv et Rousskaïa Starina.
Parmi ses contributeurs figurent des historiens tels que Nicolas Kostomarov, Constantin Bestoujev-Rioumine, Alexander Brückner (en), Vladimir Zotov et Ivan Zabeline ou des écrivains comme Victor Bourénine et Nikolaï Leskov.
En 1913, Boris Glinski succède à Choubinski en tant que rédacteur en chef, l'année même où la revue atteint ses meilleures ventes, avec 13 000 exemplaires. En tout, 147 numéros sont publiés.

## Depuis 2012
En 2012, la revue est recréée à Moscou sous la direction d'Anton Gorski. Sa première livraison porte le numéro 148.
Après deux livraisons en 2012, la périodicité est quadriennale.

### Source
Article partiellement traduit de Istorichesky Vestnik sur wp:en